# Vokalizace L
Vokalizace souhlásky L v U, či O (regionálně v A, či Ä) je jednou z historických změn v srbském, v chorvatském, bosenském a černohorském jazyce. Jedná se o změnu, ke které došlo na konci 14. století. Od této doby tak v těchto jazycích neexistuje slabikotvorné L.
S ní se lze setkat u tvarů sloves pro minulý čas, který se zcela odlišuje od všech ostatních slovanských jazyků (ja sam radio, ti si radila, ono je radilo) a u podstatných či přídavných jmen, která jsou např. v češtině zakončena na -L: (česky bílý, srbsky beo). Slabikotvorné L se nakonec vokalizovalo jako U; českému vlk tak odpovídá srbsky vuk.
Tato vokalizace se rozšířila z oblasti Hercegoviny a jižní části chorvatského přímoří postupně do všech novoštokavských a také staroštokavských dialektů. K podobným změnám došlo i v řadě jiných jazyků (například germánských). L tehdy následovalo osud samohlásky jať, kterou středověcí jižní Slované vyslovovali zhruba mezi e a i, či jako dvouhlásku ie (dodnes základ tzv. jekavštiny); realizovalo se jako samohláska vyslovovaná mezi o a u, místy také dvouhláska uo. V 15. století se stabilizovaly formy s O a formy s U (vlk → vuk, pisal → pisao). V druhých uvedených se na východě srbského jazykového prostoru používá někdy A, které splývá velmi často s předchozí samohláskou. Perfekt tak získává v Prizrensko-jihomoravském dialektu zcela novou podobu; namísto spisovného ja napisao se objevují často i tvary ja napisaja.
Tyto změny se projevily téměř ve všech oblastech západních jihoslovanských jazyků s výjimkou slovinštiny a dále kajkavského nářečí a některých dialektů v Srbsku na samé hranici s Bulharskem (Timocko-lužnický dialekt).